# Rhinoprenes pentanemus
Rhinoprenes pentanemus är en fiskart som beskrevs av Munro, 1964. Rhinoprenes pentanemus ingår i släktet Rhinoprenes och familjen Ephippidae. Inga underarter finns listade i Catalogue of Life.